# Sodesucre
Sodesucre, stylisée en SODESUCRE, la Société d’État pour le développement des plantations de canne à sucre en Côte d'Ivoire, est une entreprise publique qui existe de 1971 à 1997. Elle privatisée en 1997, absorbée en partie par SUCRIVOIRE du groupe SIFCA et en partie par SUCAF Cote d'Ivoire, du groupe Somdiaa.

## Histoire
La SODESUCRE est créée en 1971 afin d'exploiter une zone sucrière à Ferkessédougou.  En 1974, une crise sucrière multiplie temporairement le prix mondial du sucre par un facteur 5. Le pouvoir politique estime alors que l'industrie sucrière devrait être un important facteur de croissance pour le Nord de la Cote d'Ivoire, où la savane permet la culture de la canne à sucre et où une importante quantité de main d'oeuvre est disponible. Il est alors décidé de créer 10 nouveaux complexes, dont 5 seront effectivement mis en activité.
Outre le complexe initial de Ferké I, les nouveaux complexes sont : Ferké II, Borotou, Sérétou, Katiola et Zuénoula. Chacun a 5000 hectares. SODESUCRE possède les terres, contrôle la production, salarie les agriculteurs, crée des usines et des logements ouvriers, et assure la transformation en sucre et la vente du produit. Le financement de l'investissement est aidé à hauteur de 25% par l'Etat ivoirien. 
Le plan initial prévoit un maximum de 2500 salariés par complexe, et une masse salariale représentant 27% du chiffre d'affaires, mais ces valeurs sont largement dépassées, la SODESUCRE devant jouer un rôle social en réduisant le chômage dans les terres du Nord afin de réduire l'exode rural. Par ailleurs, le cours du sucre diminue dès 1975 par rapport à son niveau de crise de 1974. Malgré une explosion de la production de sucre, qui passe de 4900 tonnes en 1974 à 186 000 tonnes en 1983, la SODESUCRE fait de lourdes pertes que l'Etat ivoirien doit combler en prélevant sur les profits de l'exploitation du café et du cacao au Sud pour encourager la production de sucre au Nord du pays. En outre, des conflits sociaux interviennent entre les paysans et SODESUCRE, sur fond d'appropriation des terres, de bas salaires, de résistance au changement et d'immigration illégale de travailleurs étrangers en quête d'emplois,,.
Sous la pression du FMI, l'Etat doit privatiser le secteur productif. En 1997, la privatisation est annoncée : les complexes de Ferké I et II sont repris par SUCAF Cote d'Ivoire, du groupe Somdiaa, et ceux de Borotou et Zuénoula sont repris par SUCRIVOIRE, filiale du groupe SIFCA, mais l'Etat conserve une participation minoritaire dans SUCRIVOIRE. Ces opérateurs privés n'arrivent pas facilement à restaurer la rentabilité. L'Etat essaie de protéger les cours du sucre en interdisant les importations de sucre par décret du 28 avril 2008, mais cette mesure ne suffit pas pour rétablir la rentabilité. En 2015, l'Etat se déleste des 23% du capital de SUCRIVOIRE qui lui restent, tout en cédant 5% aux salariés,.